# 猿雀
猿雀（えんじゃく、生没年不詳）とは、江戸時代の大坂の浮世絵師。

## 来歴
師系・経歴不明。作画期は安政から慶応の頃にかけてで、大坂で興行された芝居の役者絵を二十数枚残す。『上方絵一覧』はこの猿雀について、「画家らしくない名である。恐らく俳優の余伎か」と述べている。

## 作品
- 「宇治兵部のすけ・中村翫雀　金井谷五郎・中村玉七」　中判錦絵　池田文庫所蔵　※安政5年（1858年）8月、大坂天満芝居『碁太平記白石噺』より
- 「濡髪・市川小米　放駒・市川米蔵」　中判錦絵　早稲田大学演劇博物館所蔵　※万延元年（1860年）11月、大坂稲荷芝居『双蝶々曲輪日記』より
- 「八重垣姫・嵐璃寛」　大判錦絵　※文久元年（1861年）10月、大坂角の芝居『本朝廿四孝』より
- 「横蔵・尾上多見蔵　慈悲蔵・嵐璃珏」　大判錦絵　早稲田大学演劇博物館所蔵　※同上
- 「団七茂兵衛・市川米蔵」　中判錦絵　早稲田大学演劇博物館所蔵　※文久2年5月、大坂御霊芝居『宿無団七時雨傘』より
- 「むすめお舟・市川米蔵」　中判錦絵　早稲田大学演劇博物館所蔵　※文久2年9月、天満芝居『神霊矢口渡』より